# تشارلز جون تالبوت
تشارلز جون تالبوت (بالإنجليزية: Charles John Talbot)‏ هو سياسي نيوزلندي، ولد في 1873، وتوفي في 1942. انتخب عضو مجلس النواب النيوزيلندي.